# Battaglia di Oncativo
La battaglia di Oncativo, chiamata anche battaglia di Laguna Larga, fu uno scontro bellico avvenuto nell'ambito delle guerre civili argentine tra un esercito unitario, agli ordini del generale José María Paz, ed uno federale, comandato da Juan Facundo Quiroga. La battaglia fu combattuta il 25 febbraio 1820 nella pianura di Oncativo, nelle vicinanze del lago Cachicoya, chiamato a quel tempo anche Laguna Larga.
Lo scontro si concluse con la completa vittoria dell'esercito unitario, mentre Quiroga fu costretto a riparare nelle province del litorale, allontanandosi temporaneamente dalla provincia di La Rioja.

## Antefatti
Dopo la firma del trattato di pace che pose fine alla guerra argentino-brasiliana gli ufficiali dell'esercito nazionale, ai quali l'accordo sembrò un tradimento delle vittorie conseguite sul campo di battaglia, si misero a congiurare con gli elementi unitarios per rovesciare il governo federalista di Manuel Dorrego. Nel piano concordato, si sarebbe dovuto anche deporre il governatore della provincia di Córdoba, Juan Bautista Bustos.
Mentre la prima colonna dell'esercito, al rientro dalla guerra sotto il comando di Juan Lavalle, si sollevava il 1º dicembre 1828 a Buenos Aires, la seconda colonna, al comando di José María Paz, agli inizi del 1829 iniziò la marcia verso Córdoba, dove il 22 aprile sconfisse le milizie di Bustos nella battaglia di San Roque. L'invasione provocò la reazione di Juan Facundo Quiroga, capo militare della provincia di La Rioja, che marciò contro Paz alla testa di un esercito di 5 000 uomini.
Il 22 e 23 giugno i due eserciti si scontrarono nella battaglia della Tablada; uscito sconfitto, Quiroga fuggì precipitosamente a La Rioja lasciando sul campo un ingente numero di morti e prigionieri. Nei giorni successivi, Paz si spostò al confine con la provincia di Santa Fe nel timore di una reazione da parte del governatore federalista Estanislao López; quest'ultimo però si limitò ad inviare una delegazione che diede inizio ad una serie di negoziazioni allo scopo di porre termine alla guerra. I contatti terminarono il 7 agosto con la firma di un trattato di amicizia tra Córdoba e Santa Fe che causò la riprovazione di Quiroga. Eletto formalmente governatore il 24 agosto, Paz soffocò la ribellione nel resto della provincia suddividendo il suo esercito in una serie di unità leggere e lanciandole contemporaneamente lungo le valli della Sierra.
Nel frattempo nella provincia di Mendoza una rivoluzione aveva portato al governo il generale unitario Rudecindo Alvarado; la rivolta fu schiacciata dal federale José Félix Aldao, che dopo aver sconfitto la resistenza nella battaglia di Pilar si abbandonò ad una serie di violente rappresaglie. Quiroga, che non aveva partecipato a queste azioni, formò con Aldao un esercito di 4 000 soldati e si preparò ad invadere nuovamente Córdoba. Dopo essere entrato nel territorio provinciale inviò a Paz una nota che conteneva diverse accuse e recriminazioni, ma allo stesso tempo proponeva un armistizio; i negoziati che ne susseguirono non fermarono la marcia degli eserciti.

## La battaglia
Quiroga evitò di puntare direttamente sulla città di Córdoba e deviò verso ovest per ricongiungersi alle forze dell'alleato Benito Villafañe, che aveva invaso la provincia da nord al comando di 1 500 uomini. La manovra a tenaglia tuttavia non riuscì, in quanto Paz evitò di dividere il suo esercito e si concentrò esclusivamente sulle truppe di Quiroga.
La mattina del 25 febbraio 1830 le pattuglie dell'esercito unitario avvistarono le truppe federali nella pianura di Oncativo. Quiroga aveva disposto fanteria ed artiglieria su un piccolo rilievo boscoso isolato, circondato da una doppia linea di carri; la cavalleria difendeva i lati dello schieramento. Paz ordinò il suo esercito in tre colonne: a destra mise la cavalleria al comando del colonnello Gregorio Aráoz de Lamadrid, al centro due battaglioni di fanteria con 6 pezzi d'artiglieria agli ordini di José Videla Castillo e a sinistra un battaglione di fanteria appoggiato da diversi squadroni di cavalleria, al comando del colonnello Manuel Puch. Dietro le colonne dispose di riserva uno squadrone di cavalleria integrato da alcuni miliziani, agli ordini del colonnello Pedernera.
La battaglia iniziò quando Quiroga fece sparare la propria artiglieria. Paz concentrò l'attacco contro la sinistra nemica, che si trovò presto in difficoltà. La manovra fece accorrere la cavalleria dell'ala destra dello schieramento federale; in tal modo il rilievo fortificato posto inizialmente al centro finì con il trovarsi alla destra dell'intero schieramento. L'esercito unitario poté così concentrare tutti i suoi sforzi sulla sinistra nemica, dal momento che la propria sinistra non poteva temere l'attacco da parte di forze trincerate in difesa. Il successo dell'attacco dei due battaglioni di Videla Castillo al centro finì con il dividere in due tronconi isolati l'esercito federale; dopo una serie di cariche l'intervento della riserva di Pedernera diede il definitivo successo alle truppe unitarie, facendo sbandare la cavalleria federale.
Alla fine della battaglia la fanteria e l'artiglieria di Quiroga caddero completamente in mano nemica. Quiroga riuscì a fuggire prendendo la direzione di Buenos Aires; il suo fedele alleato Aldao fu invece catturato e imprigionato.

## Conseguenze
Dopo la battaglia, Paz divise il suo esercito e mandò i suoi ufficiali contro le vicine province federali, che furono conquistate militarmente; in seguito fece stipulare un patto di alleanza tra tutte le province unitarie, che il 31 agosto 1830 gli conferirono il "Supremo potere militare". L'azione del generale unitario produsse la reazione delle province del litorale argentino, governate da elementi federali; il governatore di Buenos Aires, Juan Manuel de Rosas, promosse la formazione di un'alleanza contrapposta attraverso la firma del Pacto Federal e la creazione di un esercito in grado di contrastare Paz.
Con le ingenti risorse finanziarie a sua disposizione, Rosas radunò un esercito di diecimila uomini che affidò al comando del governatore di Santa Fe, Estanislao López; nel frattempo assegnò un corpo di spedizione composto da 350 cavalieri a Quiroga, che iniziò con successo una propria campagna militare nelle province dell'interno. Rimasto isolato politicamente e circondato militarmente, Paz cercò di dirigersi verso l'esercito di López per batterlo prima dell'arrivo dei rinforzi da Buenos Aires; per mettere in pratica i suoi propositi pianificò una manovra di sorpresa sul nemico, mentre una parte del suo esercito eseguiva una manovra diversiva verso gli insorti federali della provincia. Mentre si apprestava ad una missione di riconoscimento del terreno nei pressi della località di El Tío cadde però in mano ad una pattuglia nemica, che lo catturò il 10 maggio 1831.
Con Paz imprigionato, il comando della Liga Unitaria passò quindi a Lamadrid, che si ritirò più a nord, nella provincia di Tucumán, dove fu sconfitto da Quiroga il 4 novembre nella battaglia della Ciudadela; qualche mese prima Córdoba si era arresa il 30 maggio a López. Alla fine del 1831 i federales presero così il controllo di tutte le province argentine.